# Osławy Białe
Osławy Białe (ukr. Білі Ослави, Bili Osławy) – wieś na Ukrainie, w rejonie nadwórniańskim obwodu iwanofrankiwskiego.

## Historia
Wieś została założona w 1552 roku.
Po zakończeniu I wojny światowej, od listopada 1918 roku do końca maja 1919 roku wieś znajdowała się w granicach Zachodnioukraińskiej Republiki Ludowej.
W II Rzeczypospolitej miejscowość była siedzibą gminy wiejskiej Osławy Białe w powiecie nadwórniańskim województwa stanisławowskiego.
We wsi urodził się ojciec kanadyjskiego dyplomaty pochodzenia ukraińskiego Romana Waszczuka.